# Rebelión del Cuzco
La Rebelión del Cusco de 1814 fue un episodio de la guerra de Independencia del Perú que implicó la sublevación de gran parte de la provincia del Cusco —incluyendo la intendencia de ese nombre y las de Huamanga, Arequipa y Puno— y parte de la provincia de Charcas. Durante la misma fue proclamada la autonomía y autogobierno del Cusco, tanto de cualquier poder extranjero como del Virreinato del Perú, gobernado por el virrey José Fernando de Abascal y Sousa. La junta de gobierno quería secundar las acciones autonomistas de Buenos Aires. Tuvo lugar en los años 1814 y 1815, y terminó sofocada por fuerzas realistas del Virreinato del Perú.
El origen de la rebelión fue la reclamación sostenida por miembros del ayuntamiento del Cusco para instalar la diputación provincial cusqueña, y autónoma del gobierno virreinal de Lima, según lo que preveían las Cortes de Cádiz de 1812 (hasta la Restauración absolutista en España), pero que el tribunal de la Real Audiencia del Cusco resolvió contrariamente dando orden de prisión sobre los reclamantes. Los hermanos Angulo, miembros del cabildo del Cusco, huyeron el 3 de agosto de 1814 y encontraron apoyo en el cacique Mateo Pumacahua para formar una Junta de Gobierno del Cusco. Bajo el mando de José Angulo se organizaron tres expediciones: la primera tomó la ciudad de La Paz; la segunda dirigida al norte asaltó la ciudad de Huamanga; la tercera, al frente de Pumacahua, ocupó Arequipa.

## Antecedentes
A mediados del año 1813, al difundirse el avance del ejército auxiliar patriota argentino dirigido por Manuel Belgrano, un importante número de notables del Cusco, con el apoyo de oficiales y soldados del ejército realista procedentes de la capitulación que siguió a la derrota española en la batalla de Salta, decidió avanzar en el autogobierno otorgado por la Constitución española de 1812 contra el absolutismo. Tras triunfar en Salta, Belgrano había dejado en libertad a los soldados realistas derrotados a cambio de la promesa de no volver a empuñar las armas contra los patriotas, promesa de la que fueron liberados por el virrey y por el arzobispo de Charcas. 
La rebelión tuvo sus orígenes en la confrontación política entre el cabildo constitucional (favorable a la autonomía cusqueña) y la Real Audiencia del Cusco (favorable al virrey de Lima). En este enfrentamiento surgió el liderazgo de los hermanos José, Vicente Angulo  y Mariano Angulo, acompañados por José Gabriel Béjar, Juan Carbajal y Pedro Tudela. José y Vicente Angulo eran oficiales del ejército realista en Abancay, entonces un partido de la intendencia cusqueña. 
El primer acto revolucionario se planeó para el 9 de octubre de 1813, contando con el apoyo de los jefes de la guarnición realista del Cusco, Matías Lobatón y Marcelino Vargas. Los complotados exigían al presidente de la Audiencia del Cusco, Martín de la Concha y Jara, la aplicación de la constitución liberal. El plan insurgente fue delatado por uno de los firmantes del pacto revolucionario, Mariano Zubizarreta. Los Béjar, Carbajal, los hermanos Angulo, y otros más fueron arrestados antes de iniciarse las acciones por orden del Virrey. Los conjurados todavía libres planearon un segundo intento el 5 de noviembre de 1813, pero otro arrepentido, de nombre Mariano Arriaga, fue el causante de un nuevo fracaso. Sin embargo, un grupo de patriotas no cejó en su empeño e intentó tomar la plaza de armas cusqueña, enfrentándose a las tropas leales al virrey Abascal, de tal enfrentamiento se produjo la muerte de tres jóvenes.

## Formación de la junta de gobierno del Cusco
Los líderes de la rebelión estaban bajo arresto en la capilla de San Ignacio ubicada en el frente sur de la Plaza de Armas. No obstante, por su ascendiente sobre la guarnición del Cusco, mantenían desde allí reuniones políticas. Para agosto de 1814 los partidarios constitucionalistas, llamados "criollos", controlaron políticamente la ciudad del Cusco, pero los seguidores de los Angulo bajo la exigencia de aplicación de la Constitución de Cádiz pretendían seguir las acciones autonomistas de Buenos Aires. Se formaría una junta que se compondría de tres notables que eran Mateo Pumacahua, Domingo Luis Astete y Juan Tomás Moscoso y que, como otras juntas autonomistas americanas, reconocía la autoridad de las cortes españolas y del monarca Fernando VII.
Pumacahua inicialmente prometió 4000 hombres, pero su llamado fue tan popular que más de 20 000 indios se sumaron a su causa.
En la madrugada del martes 3 de agosto de 1814, se produjo un golpe de Estado incruento en el que la guarnición del Cusco se sumó masivamente a los ideales independentistas. El presidente de la audiencia y el regente Manuel Pardo Ribadeneira fueron depuestos. José Angulo asumió el cargo de jefe máximo de la revolución, siendo el presidente de la junta de autogobierno y capitán general de las armas de la patria de las provincias de Cusco, Puno, Guamanga y La Paz. 
Según ha investigado José Tamayo Herrera (1984), los jefes militares y las autoridades leales al virrey, fueron confinados en el cuartel general ubicado en el antiguo convento jesuita y luego, en tiempos republicanos, sede de la Universidad Nacional San Antonio Abad, quedando comprendido dentro de la autoridad de los jefes revolucionarios todo el territorio de la intendencia del Cusco y, en lo militar, cinco compañías acuarteladas, al mando del comandante Andrés Rendón; un regimiento de dragones al mando del comandante Martín Gabino Concha, y grupos de efectivos del Regimiento Real de Lima. El brigadier Pumacahua, el oficial patriota de más alta graduación, asumió la jefatura militar revolucionaria. Se constituyó una junta de gobierno local integrada por Pumacahua, el coronel realista Domingo Luis Astete y el teniente coronel Juan Tomás Moscoso. 
La insurrección estaba acordada previamente para estallar en simultáneo en el Cusco, Lima y en el Ejército Real del Alto Perú. En Lima José Matías Vázquez de Acuña (conde de la Vega del Ren) se mantuvo indeciso y fracasó en el intento, mientras que en el campamento de Joaquín de la Pezuela en Tupiza, el coronel salteño Saturnino Castro (uno de los juramentados de Salta) se trasladó hasta el acantonamiento del cusqueño Batallón El General en Moraya. Tenía la idea de sublevarlos el 1 de septiembre, pero no logró adhesiones, fue descubierto y fusilado.
La proclama cuzqueña está fechada del 3 de agosto de 1814 y el proyecto de la junta de gobierno del Cusco era que se secundara las acciones autonomistas de Buenos Aires. El 8 de septiembre de 1814, en la catedral del Cusco, con la bendición del obispo José Pérez y Armendáriz, se rindió culto solemne a una nueva bandera, de franjas transversales azul y blanco. En su fecha 27 de septiembre fue sacada en procesión del Cusco la Virgen de las Mercedes, junto a una bandera con colores azul y blanco, colores de los adeptos al sistema de la patria. El 17 de septiembre, José Angulo, tras ver rechazadas sus pretensiones constitucionales por el virrey Abascal, que amenazaba con emplear la fuerza, le advirtió del respaldo que tendría la causa patriota y de lo inútil de hacerle frente mediante las armas:

Ved virrey (...) si (...) según es vuestra fe pública, os ponéis en la triste situación de tratarnos como enemigos, entonces experimentaréis nuestro justo rigor, vos y vuestros cómplices. Si, despachad tropas al pasto de nuestra venganza, nosotros os avisamos que no pasarán de cuatro mil fogueados valientes militares (...), que contrarrestarán con diez mil que vengan.
Contestación de José Angulo al virrey José Fernando de Abascal y Sousa

El 30 de diciembre de 1814 el virrey Abascal anulaba la Constitución de Cádiz en el Perú, en aplicación de la orden recibida desde la península ibérica de parte de Fernando VII que había restaurado el absolutismo en España.

## Expansión de la rebelión
El nuevo gobierno del capitán general Angulo, nombró plenipotenciarios ante el gobierno independiente de las Provincias Unidas del Río de la Plata, recibió parabienes del general Belgrano y procedió a formar sus instituciones. Envió, asimismo, tres expediciones militares hacia Huamanga, Arequipa, Puno y La Paz.
La autoridad virreinal limeña, todavía debilitada por la guerra contra la revolución de José Gabriel Condorcanqui (Túpac Amaru II), recién tomó medidas enérgicas en octubre. 

### División a Puno y el Alto Perú
La división que se dirigía a Puno iba comandada por el iqueño Juan Manuel Pinelo (uno de los juramentados de Salta), secundado por el párroco de la catedral del Cusco, el tucumano Ildefonso de las Muñecas. Partieron del Cusco a mediados de agosto y recibieron la adhesión de miles de indígenas en los partidos de Azángaro y Carabaya. Tomaron sin resistencia la ciudad de Puno el 26 de agosto, luego de que el gobernador Manuel Químper la abandonara. Allí fueron capturados y ejecutados a garrotazos y pedradas 18 españoles. Luego se dirigieron hacia la guarnición que protegía el paso del río Desaguadero, en donde se hallaba el realista Joaquín Revuelta con 13 piezas de artillería y 160 hombres, los que desertaron a la llegada de los cusqueños el 11 de septiembre. Desde allí Pinelo intento coordinar acciones con el jefe de las republiquetas del Alto Perú, Juan Antonio Álvarez de Arenales dirigiéndole una carta el 15 de septiembre y emitió una proclama en favor del gobierno de Buenos Aires:

¡Oh feliz y memorable revolución (...) la de los habitantes del Río de la Plata, que aunque a tanto precio ha mostrado las sendas por las que debemos guiarnos al estado de nuestra felicidad!

El ejército rebelde, formado por 500 fusileros, 37 cañones, llamados viborones, y 5000 indios armados con lanzas, hondas, garrotes y macanas se dirigió a La Paz, ciudad protegida por el gobernador intendente Gregorio de Hoyos, marqués de Valdehoyos, con 300 hombres y 4 piezas de artillería. El 24 de septiembre fue ocupada La Paz por Pinelo después de dos días de sitio, cometiendo excesos con la población. Le seguían 20 000 hombres, principalmente indios armados con lanzas, hondas y macanas, sólo 500 con fusiles, y 8 cañones. A causa de una explosión en la que murieron soldados cusqueños, fueron asesinados 52 españoles y 16 criollos de la ciudad. Entre los asesinados estaba el gobernador marqués de Valdehoyos y los padres de los futuros presidentes bolivianos Andrés de Santa Cruz y José Ballivián.
Pinelo y Muñecas organizaron una junta de gobierno en La Paz, compuesta por José Astete, Eugenio Medina y José Agustín Arze. Luego establecieron campamento en Laja, desde donde volvieron a intentar ponerse en contacto con Álvarez de Arenales. Éste les transmitió el 24 de noviembre felicitaciones procedentes de Buenos Aires, con la promesa de marchar con ellos a liberar todo el continente americano.

### División a Huamanga
La segunda sección patriota ocupó Huamanga el 20 de septiembre, bajo el mando del argentino Manuel Hurtado de Mendoza, quien tenía por lugartenientes al clérigo José Gabriel Béjar y a Mariano Angulo. Hurtado de Mendoza ordenó marchar a Huancayo, que fue tomada pacíficamente.
El virrey Abascal envió desde Lima tropas bien pertrechadas y disciplinadas, entre las que se hallaban parte del Regimiento de Talavera de la Reina, bajo el mando del coronel Vicente González. Estas tropas se reforzaron con milicias huantinas, ya que Huanta se mantenía fiel a la Corona española. Se produjo la batalla de Huanta el 30 de septiembre de 1814, las acciones duraron tres días, luego de los cuales los patriotas se replegaron, abandonando Huamanga. Se reorganizaron en Andahuaylas y volvieron a enfrentarse a los realistas el 27 de enero de 1815, en la batalla de Matará, donde fueron de nuevo derrotados.
Gracias a los guerrilleros de Cangallo, los patriotas volvieron a reorganizarse. Los guerrilleros lograron obstaculizar el avance realista. Entre tanto, Hurtado de Mendoza, logró formar una fuerza con 800 hombres armados con fusiles y escopetas, 18 cañones, 2 culebrinas (de a 8, fundidas y fabricadas en Abancay), 40 cajas de pertrechos y 5000 indígenas montados y armados con rejones. Estas fuerzas fueron puestas al mando de José Manuel Romano, apodado Pucatoro (del quechua: "Toro rojo"). De ese modo, las fuerzas patriotas habían resuelto una situación dificultosa; sin embargo, la deserción de Romano impidió un desenlace feliz para ellos. Romano dio muerte a Hurtado de Mendoza y se rindió a los realistas. Ello provocó la dispersión de los patriotas y la captura de los cabecillas de la revuelta. El traidor recibiría su castigo a manos del coronel José María Castañeda en 1825.

### División a Arequipa

Bandera negra de guerra a muerte usada por Mariano Melgar en la Batalla de Umachiri.

El tercer agrupamiento patriota hizo su campaña en Arequipa al mando del brigadier Mateo Pumacahua, secundado por Vicente Angulo. El ejército de Pumacahua contaba con 500 fusileros, un regimiento de caballería y 5000 indígenas. Pumacahua, como curaca de Chinchero, tenía un gran dominio y liderazgo entre la población indígena. 
En Arequipa, el mariscal de campo Francisco Picoaga y el intendente José Gabriel Moscoso, con refuerzos llegados desde Lima, se enfrentaron a las tropas de Pumacahua en la batalla de La Apacheta, el 10 de noviembre de 1814. Con el apoyo de numerosos voluntarios civiles que se fueron sumando desde el Cusco triunfaron los patriotas. Tras esa victoria, la autoridad del capitán general Angulo se extendió hasta la costa del océano Pacífico. Tomaron prisioneros al intendente Moscoso y al mariscal Picoaga. Los patriotas ingresaron a Arequipa, donde el 12 de noviembre el brigadier Pumacahua, en representación del gobierno patriota cuzqueño, emitió una solemne "intimidación" o declaratoria de guerra al virrey Abascal. Por presión de las tropas cusqueñas, el cabildo de Arequipa reconoció a la junta gubernativa del Cusco el 24 de noviembre.
Al ser informados de las medidas de guerra dispuestas por el virrey y en conocimiento de la cercanía de tropas realistas, Pumacahua y Angulo decidieron replegarse en torno al Cusco, dejando libres todas las intendencias y provincias ocupadas. Un cabildo abierto en Arequipa se volvió a reunir y se apresuró a acordar lealtad al rey el 30 de noviembre de 1814.

## Contraataque realista desde el Alto Perú

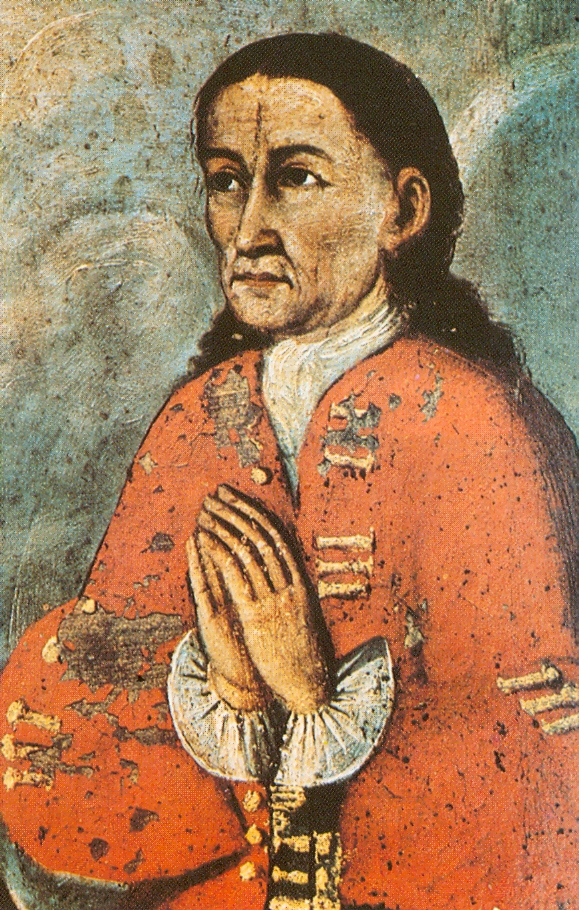
Mateo Pumacahua, cacique de Chinchero y otro de los líderes de la Rebelión del Cusco.

Conmovido por el intento de Castro, el jefe del ejército realista del Alto Perú, Joaquín de la Pezuela, envió desde Santiago de Cotagaita una división al mando de Juan Ramírez Orozco con 1500 fusileros y muchos indígenas auxiliares, mayoritariamente de Chichas y Tarija. Llegaron a Oruro el 15 de octubre. Desde allí destacó Ramírez dos compañías sobre La Paz. Los revolucionarios cusqueños repasaron en parte el Desaguadero y fueron derrotados en la batalla de Achocalla el 2 de noviembre de 1814. Al día siguiente entró Ramírez en la arruinada ciudad de La Paz, donde fueron ejecutados 108 patriotas, retrocediendo rápidamente los independentistas de Pinelo hasta Puno.
El cura Muñecas se refugió con 200 paceños en el partido de Larecaja, en donde formó un grupo guerrillero que fue la base de la republiqueta de Larecaja. Institulándose general en jefe del ejército auxiliar de la patria en las Provincias Unidas del Río de la Plata, formó con indígenas el Batallón Sagrado. Primero se estableció en Sorata y luego en Ayata. La derrota definitiva de la republiqueta de Larecaja se produjo el 27 de febrero de 1816 en el combate en las alturas de Choquellusca, en donde los jefes realistas Agustín Gamarra y Aveleira vencieron al Batallón Sagrado y luego tomaron prisionero a Muñecas. Quien posteriormente fue asesinado el 7 de julio de 1816.
El 17 de noviembre continuó Ramírez su rápido avance hacia el virreinato del Perú dejando a José María Landaverecomo gobernador intendente de La Paz, con una compañía y 4 piezas de artillería.
Las tropas realistas al mando de Juan Ramírez Orozco ingresaron a Arequipa el 9 de diciembre de 1814. Allí Ramírez Orozco aplicó severas penas contra los patriotas conocidos de la ciudad. Esto dio lugar a que Angulo dispusiese en el Cusco el fusilamiento de sus dos principales prisioneros de guerra: el mariscal Picoaga y el intendente Moscoso. Para el virrey, esto significó la "guerra a muerte" contra los patriotas. Otros dicen que fue Pumacahua, borracho, quien dio la orden porque Picoaga no le recibió con honores al capitular. Para aquel entonces la revolución estaba en serios problemas: llegaban anuncios de la venida de una gran expedición a reconquistar las provincias de Ultramar, Chile había vuelto al poder monárquico y Cochabamba se negaba a plegarse a la insurrección.
Entretanto, el 8 de febrero de 1815, con representantes de todas las provincias de la intendencia, el Cabildo del Cusco ratificó la proclama de agosto. El «excelentísimo capitán general y gobernador político» José Angulo prestó allí el solemne juramento de «amar y defender la patria, no permitir que la ofendasen cuanto os pertenezca, ni trabajar contra ella, ni dar lugar a enemigos extraños».
Luego de reponer fuerzas y de reforzar su milicia, el general Ramírez salió de Arequipa en busca de los patriotas el 12 de febrero de 1815. Dejó como gobernador de Arequipa al general Pío Tristán. El 11 de marzo, cerca de Ayaviri en Puno, se dio la decisiva batalla de Umachiri que inclinó la balanza a favor de los realistas. No obstante la inferioridad numérica realista (1200 soldados frente a no menos de 12 000 patriotas), venció la disciplina y la mejor habilidad táctica. Una nutrida fuerza conducida por Pumacahua tenía cercados a los realistas con el crecido río Lalli a sus espaldas, mientras del otro lado la artillería patriota les disparaba. Ramírez, audazmente desmanteló sus equipos, hizo cruzar el río, con el agua hasta el pecho, a sus mejores tropas y desde la otra orilla capturó la artillería cusqueña y devolvió el ataque, dando tiempo a que el resto de sus fuerzas se enfrentara con ventaja a Pumacahua. En medio del desconcierto causado por esta acción, el general Ramírez dispuso el «ataque a degüello». El parte militar español, firmado el viernes, 12 de mayo de 1815, da cuenta de «siete muertos a bala, seis ahogados en el río y siete heridos» por el lado realista, mientras los muertos patriotas, en su mayoría civiles sin mayor entrenamiento, sumaron más de un millar. Hubo numerosos fusilamientos en el campo de batalla, entre ellos el del poeta arequipeño Mariano Melgar.

## Fin de la rebelión
El general Ramírez ocupó el Cusco el 25 de marzo de 1815. El 21 de abril dispuso las ejecuciones de la mayoría de los líderes patriotas sobrevivientes: Pumacahua, los hermanos José, Vicente y Mariano Angulo, José Gabriel Béjar, Pedro Tudela y otros. El uniforme de José Angulo y su estandarte militar fueron enviados por Ramírez al virrey en calidad de trofeos de guerra. Así concluyó uno de los primeros capítulos de la guerra de independencia peruana.

#### Libros y publicaciones
- Angles Vargas, Victor (1983). Historia del Cusco Colonial Tomo II Libro segundo. Lima: Industrialgrafica .S.A.
- Atlas departamental del Perú, varios autores, Ediciones Peisa S.A., Lima, Perú, 2003. ISBN 9972-40-257-6
- Basadre Grohmann, Jorge (2005). Historia de la República del Perú. Lima: Diario "El Comercio". ISBN 9972-205-62-2.
- Benavides Estrada, Juan Augusto (1991). Nuevo Atlas del Perú y el Mundo. Lima: Editorial Escuela Nueva S.A.
- Eguiguren, Luis Antonio (1914). La Revolución de 1814. Lima: Oficina Tipográfica de La Opinión Nacional.
- Villanueva Sotomayor, Julio R. (2002). El Perú en los tiempos modernos. Lima: Ediciones e Impresiones Quebecor World Perú S.A.

- Datos: Q5197126